# Lipaugus streptophorus
A Lipaugus streptophorus a madarak osztályának verébalakúak (Passeriformes) rendjébe és a kotingafélék (Cotingidae) családjába tartozó faj.

## Rendszerezése
A fajt Osbert Salvin és Frederick DuCane Godman írta le 1884-ben, a Lathria nembe Lathria streptophora néven.

## Előfordulása
Dél-Amerika északi részén, Brazília, Guyana és Venezuela területén honos. A természetes élőhelye a szubtrópusi vagy trópusi hegyi esőerdők.

## Megjelenése
Testhossza 22,5 centiméter.

## Életmódja
Gyümölcsökkel és rovarokkal táplálkozik.

## Külső hivatkozások
- Képek az interneten a fajról
- Xeno-canto.org - a faj hangja és elterjedési területe